# Saison 1997-1998 de la LIH
Saison précédente Saison suivante
La Saison 1997-1998 est la cinquante-troisième saison de la ligue internationale de hockey.
Les Wolves de Chicago remportent la Coupe Turner en battant les Vipers de Détroit en série éliminatoire.

## Saison régulière
Les Roadrunners de Phoenix cessent leurs activités avant le début de la saison régulière.

### Classement de la saison régulière
Pour les significations des abréviations, voir Statistiques du hockey sur glace.

#### Association de l'Est
| Clt   | Équipe                   | PJ | V  | D  | DP | BP  | BC  | Pts |
| ----- | ------------------------ | -- | -- | -- | -- | --- | --- | --- |
| +001, | Komets de Fort Wayne     | 82 | 47 | 29 | 6  | 270 | 243 | 100 |
| +002, | Cyclones de Cincinnati   | 82 | 40 | 30 | 12 | 275 | 254 | 92  |
| +003, | Ice d'Indianapolis       | 82 | 40 | 36 | 6  | 245 | 261 | 86  |
| +004, | Lumberjacks de Cleveland | 82 | 35 | 37 | 10 | 228 | 262 | 80  |
| +005, | K-Wings du Michigan      | 82 | 36 | 39 | 7  | 223 | 261 | 79  |

| Clt   | Équipe                   | PJ | V  | D  | DP | BP  | BC  | Pts |
| ----- | ------------------------ | -- | -- | -- | -- | --- | --- | --- |
| +001, | Vipers de Détroit        | 82 | 47 | 20 | 15 | 267 | 232 | 109 |
| +002, | Solar Bears d'Orlando    | 82 | 42 | 30 | 10 | 258 | 251 | 94  |
| +003, | Griffins de Grand Rapids | 82 | 38 | 31 | 13 | 225 | 242 | 89  |
| +004, | Rafales de Québec        | 82 | 27 | 48 | 7  | 211 | 292 | 61  |

#### Association de l'Ouest
| Clt   | Équipe                | PJ | V  | D  | DP | BP  | BC  | Pts |
| ----- | --------------------- | -- | -- | -- | -- | --- | --- | --- |
| +001, | Wolves de Chicago     | 82 | 55 | 24 | 3  | 301 | 258 | 113 |
| +002, | Blades de Kansas City | 82 | 41 | 29 | 12 | 269 | 258 | 94  |
| +003, | Admirals de Milwaukee | 82 | 43 | 34 | 5  | 267 | 262 | 91  |
| +004, | Moose du Manitoba     | 82 | 39 | 36 | 7  | 269 | 254 | 85  |

| Clt   | Équipe                 | PJ | V  | D  | DP | BP  | BC  | Pts |
| ----- | ---------------------- | -- | -- | -- | -- | --- | --- | --- |
| +001, | Ice Dogs de Long Beach | 82 | 53 | 20 | 9  | 282 | 210 | 115 |
| +002, | Aeros de Houston       | 82 | 50 | 22 | 10 | 268 | 214 | 110 |
| +003, | Grizzlies de l'Utah    | 82 | 47 | 27 | 8  | 276 | 234 | 102 |
| +004, | Thunder de Las Vegas   | 82 | 33 | 39 | 10 | 260 | 305 | 76  |
| +005, | Dragons de San Antonio | 82 | 25 | 49 | 8  | 233 | 334 | 58  |

- Champion d'association
- Qualifiés pour les séries éliminatoires

### Meilleurs pointeurs
| Joueur                | Équipe         | PJ | B  | A  | Pts |
| --------------------- | -------------- | -- | -- | -- | --- |
| Patrice Lefebvre      | Las Vegas      | 77 | 27 | 89 | 116 |
| Todd Simon            | Cincinnati     | 81 | 33 | 72 | 105 |
| Steve Maltais         | Chicago        | 82 | 46 | 57 | 103 |
| Gilbert Dionne        | Cincinnati     | 76 | 42 | 57 | 99  |
| Brian Wiseman         | Houston        | 78 | 26 | 72 | 98  |
| Kip Miller            | Utah           | 72 | 38 | 59 | 97  |
| Brett Harkins         | Cleveland      | 80 | 32 | 62 | 94  |
| Ken Quinney           | Las Vegas      | 82 | 34 | 57 | 91  |
| Viatcheslav Boutsaïev | Fort Wayne     | 76 | 36 | 51 | 87  |
| Steve Larouche        | Québec/Chicago | 81 | 32 | 54 | 86  |

## Séries éliminatoires
|  | Huitièmes de finale      | Huitièmes de finale      |                        |   | Quarts de finale | Quarts de finale |  |  | Demi-finales | Demi-finales |  |  | Finale | Finale |
|  | Huitièmes de finale      | Huitièmes de finale      |                        |   | Quarts de finale | Quarts de finale |  |  | Demi-finales | Demi-finales |  |  | Finale | Finale |
|  |                          |                          |                        |   |                  |                  |  |  |              |              |  |  |        |        |
|  |                          |                          |                        |   |                  |                  |  |  |              |              |  |  |        |        |
|  |                          |                          |                        |   |                  |                  |  |  |              |              |  |  |        |        |
|  | Vipers de Détroit        | 3                        |                        |   |                  |                  |  |  |              |              |  |  |        |        |
|  | Vipers de Détroit        | 3                        |                        |   |                  |                  |  |  |              |              |  |  |        |        |
|  | K-Wings du Michigan      | 1                        |                        |   |                  |                  |  |  |              |              |  |  |        |        |
|  | K-Wings du Michigan      | 1                        | Vipers de Détroit      | 4 |                  |                  |  |  |              |              |  |  |        |        |
|  |                          |                          | Vipers de Détroit      | 4 |                  |                  |  |  |              |              |  |  |        |        |
|  |                          | Cyclones de Cincinnati   | 2                      |   |                  |                  |  |  |              |              |  |  |        |        |
|  | Cyclones de Cincinnati   | Cyclones de Cincinnati   | 2                      | 3 |                  |                  |  |  |              |              |  |  |        |        |
|  | Cyclones de Cincinnati   |                          |                        | 3 |                  |                  |  |  |              |              |  |  |        |        |
|  | Griffins de Grand Rapids | 0                        |                        |   |                  |                  |  |  |              |              |  |  |        |        |
|  | Griffins de Grand Rapids | 0                        | Vipers de Détroit      | 4 |                  |                  |  |  |              |              |  |  |        |        |
|  |                          |                          | Vipers de Détroit      | 4 |                  |                  |  |  |              |              |  |  |        |        |
|  |                          | Solar Bears d'Orlando    | 2                      |   |                  |                  |  |  |              |              |  |  |        |        |
|  | Lumberjacks de Cleveland | Solar Bears d'Orlando    | 2                      | 3 |                  |                  |  |  |              |              |  |  |        |        |
|  | Lumberjacks de Cleveland |                          |                        | 3 |                  |                  |  |  |              |              |  |  |        |        |
|  | Komets de Fort Wayne     | 1                        |                        |   |                  |                  |  |  |              |              |  |  |        |        |
|  | Komets de Fort Wayne     | 1                        | Solar Bears d'Orlando  | 4 |                  |                  |  |  |              |              |  |  |        |        |
|  |                          |                          | Solar Bears d'Orlando  | 4 |                  |                  |  |  |              |              |  |  |        |        |
|  |                          | Lumberjacks de Cleveland | 2                      |   |                  |                  |  |  |              |              |  |  |        |        |
|  | Solar Bears d'Orlando    | Lumberjacks de Cleveland | 2                      | 3 |                  |                  |  |  |              |              |  |  |        |        |
|  | Solar Bears d'Orlando    |                          |                        | 3 |                  |                  |  |  |              |              |  |  |        |        |
|  | Ice d'Indianapolis       | 2                        |                        |   |                  |                  |  |  |              |              |  |  |        |        |
|  | Ice d'Indianapolis       | 2                        | Vipers de Détroit      | 3 |                  |                  |  |  |              |              |  |  |        |        |
|  |                          |                          | Vipers de Détroit      | 3 |                  |                  |  |  |              |              |  |  |        |        |
|  |                          | Wolves de Chicago        | 4                      |   |                  |                  |  |  |              |              |  |  |        |        |
|  | Ice Dogs de Long Beach   | Wolves de Chicago        | 4                      | 3 |                  |                  |  |  |              |              |  |  |        |        |
|  | Ice Dogs de Long Beach   |                          |                        | 3 |                  |                  |  |  |              |              |  |  |        |        |
|  | Thunder de Las Vegas     | 1                        |                        |   |                  |                  |  |  |              |              |  |  |        |        |
|  | Thunder de Las Vegas     | 1                        | Ice Dogs de Long Beach | 4 |                  |                  |  |  |              |              |  |  |        |        |
|  |                          |                          | Ice Dogs de Long Beach | 4 |                  |                  |  |  |              |              |  |  |        |        |
|  |                          | Blades de Kansas City    | 3                      |   |                  |                  |  |  |              |              |  |  |        |        |
|  | Blades de Kansas City    | Blades de Kansas City    | 3                      | 3 |                  |                  |  |  |              |              |  |  |        |        |
|  | Blades de Kansas City    |                          |                        | 3 |                  |                  |  |  |              |              |  |  |        |        |
|  | Grizzlies de l'Utah      | 1                        |                        |   |                  |                  |  |  |              |              |  |  |        |        |
|  | Grizzlies de l'Utah      | 1                        | Ice Dogs de Long Beach | 2 |                  |                  |  |  |              |              |  |  |        |        |
|  |                          |                          | Ice Dogs de Long Beach | 2 |                  |                  |  |  |              |              |  |  |        |        |
|  |                          | Wolves de Chicago        | 4                      |   |                  |                  |  |  |              |              |  |  |        |        |
|  | Wolves de Chicago        | Wolves de Chicago        | 4                      | 3 |                  |                  |  |  |              |              |  |  |        |        |
|  | Wolves de Chicago        |                          |                        | 3 |                  |                  |  |  |              |              |  |  |        |        |
|  | Moose du Manitoba        | 0                        |                        |   |                  |                  |  |  |              |              |  |  |        |        |
|  | Moose du Manitoba        | 0                        | Wolves de Chicago      | 4 |                  |                  |  |  |              |              |  |  |        |        |
|  |                          |                          | Wolves de Chicago      | 4 |                  |                  |  |  |              |              |  |  |        |        |
|  |                          | Admirals de Milwaukee    | 2                      |   |                  |                  |  |  |              |              |  |  |        |        |
|  | Admirals de Milwaukee    | Admirals de Milwaukee    | 2                      | 3 |                  |                  |  |  |              |              |  |  |        |        |
|  | Admirals de Milwaukee    |                          |                        | 3 |                  |                  |  |  |              |              |  |  |        |        |
|  | Aeros de Houston         | 1                        |                        |   |                  |                  |  |  |              |              |  |  |        |        |
|  | Aeros de Houston         | 1                        |                        |   |                  |                  |  |  |              |              |  |  |        |        |

### Huitième de finale

#### Détroit contre Michigan
| Date     | Visiteur | Pointage | Receveur |
| -------- | -------- | -------- | -------- |
| 18 avril | Michigan | 2-3      | Détroit  |
| 19 avril | Michigan | 0-5      | Détroit  |
| 24 avril | Détroit  | 3-6      | Michigan |
| 25 avril | Détroit  | 2-1      | Michigan |

Les Vipers de Détroit remportent la série 3 à 1.

#### Cincinnati contre Grand Rapids
| Date     | Visiteur     | Pointage | Receveur     |
| -------- | ------------ | -------- | ------------ |
| 17 avril | Grand Rapids | 2-4      | Cincinnati   |
| 18 avril | Grand Rapids | 2-5      | Cincinnati   |
| 22 avril | Cincinnati   | 4-3 (P)  | Grand Rapids |

Les Cyclones de Cincinnati remportent la série 3 à 0.

#### Cleveland contre Fort Wayne
| Date     | Visiteur   | Pointage | Receveur   |
| -------- | ---------- | -------- | ---------- |
| 19 avril | Cleveland  | 3-4 (P)  | Fort Wayne |
| 21 avril | Cleveland  | 3-2      | Fort Wayne |
| 25 avril | Fort Wayne | 2-6      | Cleveland  |
| 26 avril | Fort Wayne | 3-5      | Cleveland  |

Les Lumberjacks de Cleveland remportent la série 3 à 1.

#### Orlando contre Indianapolis
| Date     | Visiteur     | Pointage | Receveur     |
| -------- | ------------ | -------- | ------------ |
| 16 avril | Indianapolis | 1-4      | Orlando      |
| 18 avril | Indianapolis | 4-3      | Orlando      |
| 24 avril | Orlando      | 8-6      | Indianapolis |
| 26 avril | Orlando      | 3-4 (P)  | Indianapolis |
| 28 avril | Indianapolis | 0-3      | Orlando      |

Les Solar Bears d'Orlando remportent la série 3 à 2.

#### Long Beach contre Las Vegas
| Date     | Visiteur   | Pointage | Receveur   |
| -------- | ---------- | -------- | ---------- |
| 17 avril | Las Vegas  | 3-6      | Long Beach |
| 19 avril | Las Vegas  | 2-5      | Long Beach |
| 24 avril | Long Beach | 2-3      | Las Vegas  |
| 25 avril | Long Beach | 3-1      | Las Vegas  |

Les Ice Dogs de Long Beach remportent la série 3 à 1.

#### Utah contre Kansas City
| Date     | Visiteur    | Pointage | Receveur    |
| -------- | ----------- | -------- | ----------- |
| 15 avril | Kansas City | 4-3 (P)  | Utah        |
| 20 avril | Kansas City | 3-4      | Utah        |
| 24 avril | Utah        | 2-3      | Kansas City |
| 25 avril | Utah        | 3-4 (P)  | Kansas City |

Les Blades de Kansas City remportent la série 3 à 1.

#### Chicago contre Manitoba
| Date     | Visiteur | Pointage | Receveur |
| -------- | -------- | -------- | -------- |
| 17 avril | Manitoba | 1-5      | Chicago  |
| 18 avril | Manitoba | 2-4      | Chicago  |
| 22 avril | Chicago  | 1-0      | Manitoba |

Les Wolves de Chicago remportent la série 3 à 0.

#### Milwaukee contre Houston
| Date     | Visiteur  | Pointage | Receveur  |
| -------- | --------- | -------- | --------- |
| 16 avril | Milwaukee | 1-0      | Houston   |
| 18 avril | Milwaukee | 2-5      | Houston   |
| 23 avril | Houston   | 3-4      | Milwaukee |
| 25 avril | Houston   | 2-5      | Milwaukee |

Les Admirals de Milwaukee remportent la série 3 à 1.

### Quarts de Finale

#### Détroit contre Cincinnati
| Date    | Visiteur   | Pointage | Receveur   |
| ------- | ---------- | -------- | ---------- |
| 1er mai | Cincinnati | 3-2 (P)  | Détroit    |
| 2 mai   | Cincinnati | 1-3      | Détroit    |
| 5 mai   | Détroit    | 5-1      | Cincinnati |
| 8 mai   | Détroit    | 3-5      | Cincinnati |
| 9 mai   | Détroit    | 3-0      | Cincinnati |
| 12 mai  | Cincinnati | 1-3      | Détroit    |

Les Vipers de Détroit remportent la série 4 à 2.

#### Orlando contre Cleveland
| Date   | Visiteur  | Pointage | Receveur  |
| ------ | --------- | -------- | --------- |
| 2 mai  | Cleveland | 1-6      | Orlando   |
| 3 mai  | Cleveland | 6-2      | Orlando   |
| 7 mai  | Orlando   | 4-2      | Cleveland |
| 9 mai  | Orlando   | 2-3 (P)  | Cleveland |
| 10 mai | Orlando   | 3-2      | Cleveland |
| 12 mai | Cleveland | 4-5      | Orlando   |

Les Solar Bears d'Orlando remportent la série 4 à 2.

#### Long Beach contre Kansas City
| Date    | Visiteur    | Pointage | Receveur    |
| ------- | ----------- | -------- | ----------- |
| 1er mai | Kansas City | 3-4      | Long Beach  |
| 2 mai   | Kansas City | 4-3      | Long Beach  |
| 6 mai   | Long Beach  | 6-1      | Kansas City |
| 8 mai   | Long Beach  | 0-7      | Kansas City |
| 9 mai   | Long Beach  | 4-2      | Kansas City |
| 11 mai  | Kansas City | 3-2 (P)  | Long Beach  |
| 13 mai  | Kansas City | 2-3 (P)  | Long Beach  |

Les Ice Dogs de Long Beach remportent la série 4 à 3.

#### Chicago contre Milwaukee
| Date    | Visiteur  | Pointage | Receveur  |
| ------- | --------- | -------- | --------- |
| 1er mai | Milwaukee | 2-3      | Chicago   |
| 2 mai   | Milwaukee | 2-3      | Chicago   |
| 5 mai   | Chicago   | 2-5      | Milwaukee |
| 7 mai   | Chicago   | 5-4 (P)  | Milwaukee |
| 9 mai   | Chicago   | 4-5      | Milwaukee |
| 11 mai  | Milwaukee | 3-4      | Chicago   |

Les Wolves de Chicago remportent la série 4 à 2.

### Demi-finales

#### Détroit contre Orlando
| Date   | Visiteur | Pointage | Receveur |
| ------ | -------- | -------- | -------- |
| 15 mai | Orlando  | 6-3      | Détroit  |
| 16 mai | Orlando  | 2-3 (P)  | Détroit  |
| 19 mai | Détroit  | 4-3 (P)  | Orlando  |
| 21 mai | Détroit  | 5-2      | Orlando  |
| 24 mai | Détroit  | 2-5      | Orlando  |
| 6 mai  | Orlando  | 1-4      | Détroit  |

Les Vipers de Détroit remportent la série 4 à 2.

#### Long Beach contre Chicago
| Date   | Visiteur   | Pointage | Receveur   |
| ------ | ---------- | -------- | ---------- |
| 15 mai | Long Beach | 4-6      | Chicago    |
| 17 mai | Long Beach | 2-3      | Chicago    |
| 20 mai | Chicago    | 4-3      | Long Beach |
| 22 mai | Chicago    | 2-4      | Long Beach |
| 24 mai | Long Beach | 5-3      | Chicago    |
| 26 mai | Chicago    | 7-4      | Long Beach |

Les Wolves de Chicago remportent la série 4 à 2.

### Finale
La finale oppose les Vipers de Détroit aux Wolves de Chicago.
| Date    | Visiteur | Pointage | Receveur |
| ------- | -------- | -------- | -------- |
| 30 mai  | Détroit  | 2-4      | Chicago  |
| 2 juin  | Détroit  | 5-4      | Chicago  |
| 4 juin  | Chicago  | 4-3      | Détroit  |
| 7 juin  | Chicago  | 2-3      | Détroit  |
| 9 juin  | Chicago  | 1-3      | Détroit  |
| 12 juin | Détroit  | 1-3      | Chicago  |
| 15 juin | Détroit  | 0-3      | Chicago  |

Les Wolves de Chicago remportent la série 4 à 3.

## Trophées remis
- Collectifs :
  - Coupe Turner (champion des séries éliminatoires) : Wolves de Chicago.
  - Trophée Fred-A.-Huber (champion de la saison régulière) : Ice Dogs de Long Beach.
- Individuels :
  - Trophée du commissaire (meilleur entraîneur) : John Torchetti, Komets de Fort Wayne.
  - Trophée Leo-P.-Lamoureux (meilleur pointeur) : Patrice Lefebvre, Thunder de Las Vegas.
  - Trophée James-Gatschene (MVP) : Patrice Lefebvre, Thunder de Las Vegas.
  - Trophée N.-R.-« Bud »-Poile (meilleur joueur des séries) : Aleksandr Semak, Wolves de Chicago.
  - Trophée Garry-F.-Longman (meilleur joueur recrue) : Todd White, Ice d'Indianapolis.
  - Trophée Ken-McKenzie (meilleur recrue américaine) : Eric Nickulas, Solar Bears d'Orlando.
  - Trophée des gouverneurs (meilleur défenseur) : Dan Lambert, Ice Dogs de Long Beach.
  - Trophée James-Norris (gardien avec la plus faible moyenne de buts alloués) : Kay Whitmore et Mike Buzak, Ice Dogs de Long Beach.
  - Comeback player of the year (meilleur retour au jeu) : Mike Tomlak, Admirals de Milwaukee.
  - Ironman Award (durabilité/longévité) : Mike Tomlak, Admirals de Milwaukee.
  - Homme de l'année en LIH (implication dans sa communauté) : Rod Miller, Grizzlies de l'Utah.